# Cvi Hecker
Cvi Hecker (31. května 1931 Krakov, Polsko – 24. září 2023 Berlín, Německo) byl izraelský architekt polského původu.

## Život
Architekturu studoval na krakovské polytechnice. V roce 1950 odešel do Izraele, kde poklačoval ve studiu na Technologickém institutu (Techionu) v Haifě. Kromě toho studoval dva roky malířství na Avniho akademii umění v Tel Avivu. Společně s Eldarem Šaronem působil v architektonickém ateliéru svého bývalého učitele Alfreda Neumanna. Žil v Berlíně a v Tel Avivu.
V roce 1996 byl vyznamenán Německou cenou kritiků za architekturu a roku 1999 Rechterovou cenou za architekturu v Izraeli. Od roku 2013 byl čestným členem Amerického ústavu architektů.

## Dílo (výběr)

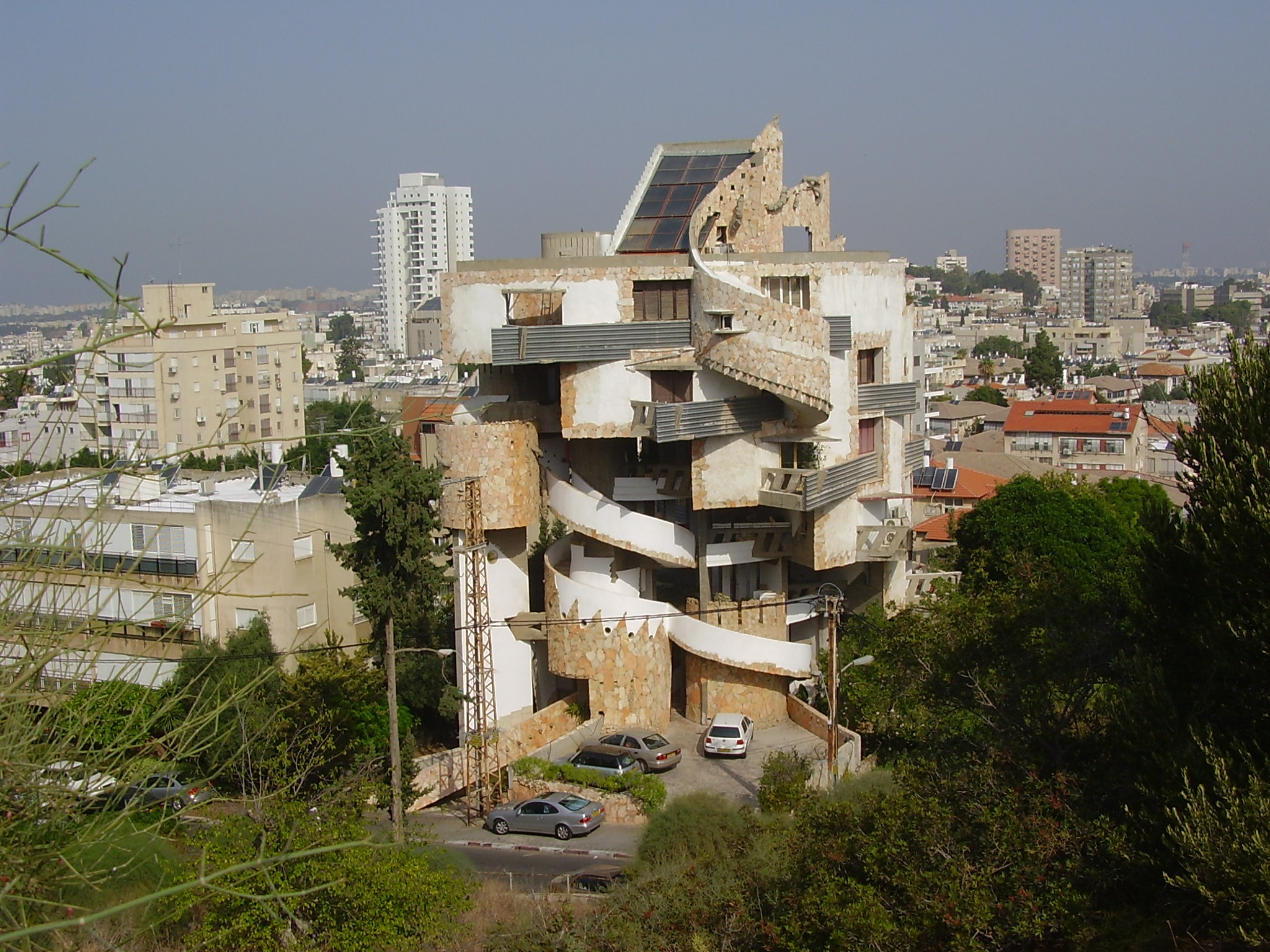
Spiral Apartment Building, Ramat Gan, Izrael (1985–1989)

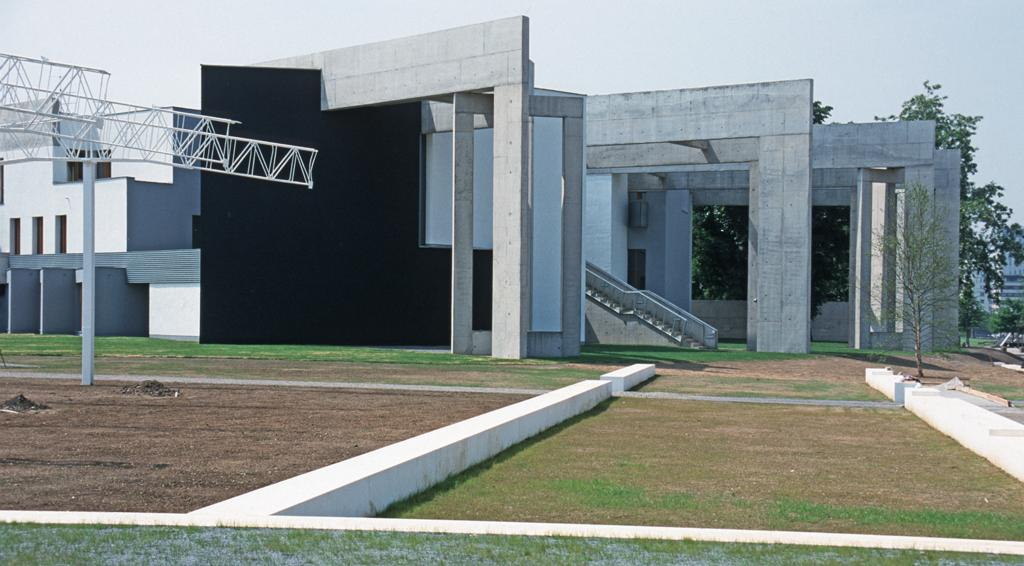
Židovské komunitní centrum v Duisburgu

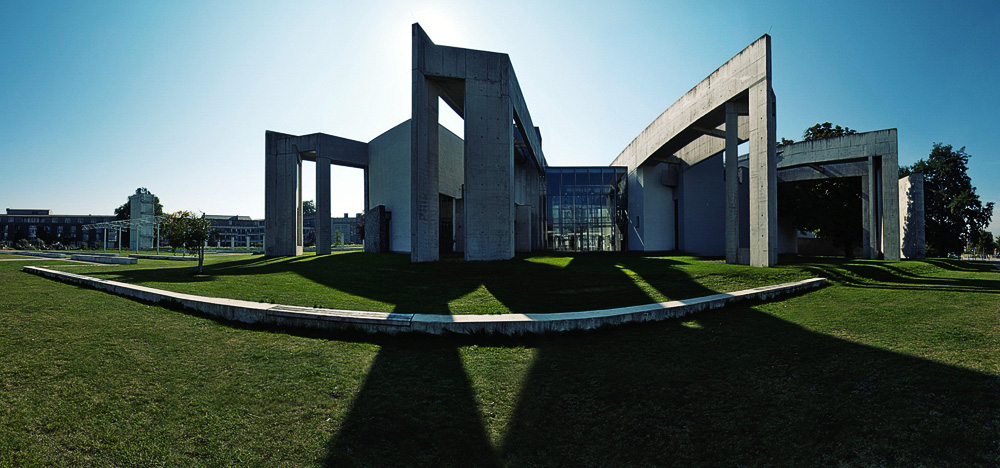
Židovské komunitní centrum v Duisburgu

- Bytového komplex Ramot, Jeruzalém, Izrael (1971–1975)
- Radnice v Bat Jamu, Izrael (1960–63)
- Spiral Apartment Building, Ramat Gan, Izrael (1985–1989)
- Židovská škola Heinze Galinského, Berlín, Německo (1991–1995)
- Muzeum Palmachu, Tel Aviv, Izrael (1992–1998), spolupráce s Rafi Segalem
- Expozice výstavy Friedricha Kieslera, Centre Georges Pompidou, Paříž, Francie (1996)
- Židovské kulturní centrum, Duisburg, Německo (1996–2000)
- Muzeum historie Palmachu, Tel Aviv, Izrael (1993–1997)
- Kasárna královny Máximy, Letiště Schiphol, Amsterdam, Nizozemsko (2001–2014)
- Expozice autorské výstavy pro Kabinet architektury v Domě umění, Ostrava (2014)

## Samostatné výstavy (výběr)
- 1976 Izraelské muzeum, Jeruzalém, Izrael
- 1980 Muzeum umění, Ein Harod, Izrael
- 1981 Vera Biondi Gallery, Florencie, Itálie
- 1982 Julie M. Gallery, Tel Aviv, Izrael
- 1985 Julie M. Gallery, Tel Aviv, Izrael
- 1986 GRAHAM, New York, USA
- 1989 Storefront for Art and Architecture, New York, USA
- 1991 Julie M. Gallery, Tel Aviv, Izrael
- 1993 Aedes, Berlín, Německo
- 1996 Židovské oddělení Berlínského muzea v Martin-Gropius-Bau, Berlín, Německo
- 1996 Muzeum umění, Tel Aviv, Izrael
- 1996 Muzeum Lehmbruck, Duisburg, Německo
- 1997 Dům umění, Hamburg, Německo
- 1998 Německé centrum architektury (DAZ), Berlín, Německo
- 1999 Univerzita užitého umění, Vídeň, Rakousko
- 2003 ABC Centrum architektury, Haarlem, Nizozemsko
- 2006 Fakulta architektury, Bělehradská univerzita, Bělehrad, Srbsko
- 2010 Aedes am Pfefferberg, Berlín, Německo
- 2013 Nordenhake Gallery, Berlín, Německo
- 2014 Kabinet architektury, Galerie výtvarného umění v Ostravě (GVUO), Ostrava, Česko
- 2015 Muzeum architektury, Vratislav, Polsko[5]

## Publikace v češtině
- Goryczka, Tadeáš; Němec, Jaroslav (eds.): Zvi Hecker (katalog), Ostrava 2014, ISBN 978-80-87508-11-4 (SPOK.Ostrava), ISBN 978-80-87405-22-2 (GVUO.Ostrava)[6]